# Uroobovella aemulans
Uroobovella aemulans es una especie de arácnido del orden Mesostigmata de la familia Urodinychidae.

## Distribución geográfica
Se encuentra en Java (Indonesia).